# Pentaceros decacanthus
Pentaceros decacanthus är en fiskart som beskrevs av Günther, 1859. Pentaceros decacanthus ingår i släktet Pentaceros och familjen Pentacerotidae. IUCN kategoriserar arten globalt som livskraftig. Inga underarter finns listade i Catalogue of Life.